# Рокмонд Данбар
Рокмонд Данбар (енгл. Rockmond Dunbar) је амерички глумац, рођен 11. јануара 1973. у Берклију, САД. Рокмонд тумачи своју битну улогу као Стотка у америчкој ТВ серији Бекство из затвора.